# Crònica dels hongaresos
La Crònica dels hongaresos (llatí: Chronica Hungarorum; hongarès: A magyarok krónikája) o Crònica de Thurocz és una crònica hongaresa escrita en llatí per Joan de Thurocz, que el 1488 compilà diverses obres anteriors. Durant segles fou la font primària per a la història d'Hongria durant l'edat mitjana.

## Història
El coneixement històric de les generacions futures es basava en la Crònica de Thurocz perquè era la història hongaresa medieval més completa del seu temps. La crònica en si era el resultat d'una construcció historiogràfica de cròniques hongareses més antigues al llarg dels segles anteriors, des dels temps de les Gestes dels hongaresos. Segons Joan de Thurocz, treballà a partir d'obres de l'època dels reis Carles I (r. 1301-1342) i Lluís I (1342-1382), que alhora es basaven en cròniques anteriors. La premissa fonamental de la tradició de cronistes medievals hongaresos és que els huns, és a dir, els hongaresos, sortiren dues vegades d'Escítia, mentre que el fil conductor era la continuïtat entre els huns i els hongaresos.
| «                                          | Ningú no dubta que la mare dels huns, és a dir, els hongaresos, fou Escítia: Fins i tot al principi del seu èxode d'Escítia ja lluïa la seva famosa virtut guerrera i, en el nostre temps, les seves espases resplendeixen per sobre del cap de l'enemic. | » |
| — Joan de Thurocz: Crònica dels hongaresos | |   |

Al rei Maties d'Hongria li plaïa ser descrit com «el segon Àtila». En el pròleg de la seva crònica, Thurocz es marcà com a objectiu la glorificació d'Àtila, que havia quedat un xic oblidat. A més a més, fou ell qui transmeté la seva famosa caracterització com el «flagell de Déu» a escriptors hongaresos posteriors, puix que les cròniques anteriors havien restat ocultes durant molt de temps. Els esforços de Thurocz per magnificar la figura del rei hun anaren molt més enllà que els dels seus predecessors. Feu d'Àtila un model per al seu sobirà victoriós, Maties d'Hongria (r. 1458-1490), que tenia les habilitats d'Àtila, i d'aquesta manera insuflà una nova vida al «martell del món».
La crònica descriu la història dels hongaresos des de temps immemorials fins al 1487. La crònica conté xilografies pintades a mà que representen quaranta-un reis i cabdills hongaresos. L'edició d'Augsburg de la Crònica dels hongaresos del 1488 és la primera obra impresa que es coneix feta amb pintura daurada.